# Подольське
Подо́льське (каз. Подольск) — село у складі Тайиншинського району Північноказахстанської області Казахстану. Входить до складу Донецького сільського округу.
Населення — 463 особи (2021; 643 у 2009, 757 у 1999, 961 у 1989).
Національний склад станом на 1989 рік:
- поляки — 77 %.